# Ніл Франклін
Ніл Франклін (англ. Neil Franklin, 24 січня 1922, Сток-он-Трент — 9 лютого 1996, Сток-он-Трент) — англійський футболіст, що грав на позиції захисника. По завершенні ігрової кар'єри — тренер.

## Клубна кар'єра
У дорослому футболі дебютував 1938 року виступами за команду клубу «Сток Сіті», в якій провів дванадцять сезонів, взявши участь у 142 матчах чемпіонату.
1950 року поїхав до Колумбії, де була створена фінансово потужна, але не визнана ФІФА ліга Демайор. Захищав кольори столичної команди «Санта-Фе».
Після повернення на Британські острови став гравцем «Галл Сіті», відіграв за цю команду наступні шість сезонів своєї ігрової кар'єри. Завершив професійну ігрову кар'єру у клубах третього дивізіону «Кру Александра» і «Стокпорт Каунті».

## Виступи за збірну
28 вересня 1946 року дебютував у складі національної збірної. Це була перша офіційна гра за сім років, з початку Другої світової війни. В чемпіонаті Великої Британії англійці грали у Белфасті проти команди Північної Ірландії. У цьому матчі загалом дебютувало 17 футболістів. У господарів найдосвідченішим гравцем був Пітер Дохерті з «Дербі Каунті» (11 ігор), у гостей — Томмі Лоутон з «Челсі» (9 ігор). Гості здобули переконливу перемогу — 7:2 (Вілф Менніон відзначився хет-триком).
Брав участь у чотирьох розіграшах чемпіонату Великої Британої. Останній з них, 1949/50, одночасно був відбірковим етапом до чемпіонату в Бразилії. Після нетривалої поїздки до Колумбії, не залучався до матчів головної команди Англії.

## Кар'єра тренера
Розпочав тренерську кар'єру, повернувшись до футболу після невеликої перерви, 1963 року, очоливши тренерський штаб клубу АПОЕЛ.
Останнім місцем тренерської роботи був клуб «Колчестер Юнайтед», головним тренером команди якого Ніл Франклін був з 1964 по 1968 рік.
Помер 9 лютого 1996 року на 75-му році життя у місті Сток-он-Трент.

## Статистика
Статистика клубних виступів:
| Сезон                      | Команда                    | Чемпіонат                  | Чемпіонат | Чемпіонат | Кубок | Кубок | Усього | Усього |
| Сезон                      | Команда                    | Т                          | І         | Г         | І     | Г     | І      | Г      |
| -------------------------- | -------------------------- | -------------------------- | --------- | --------- | ----- | ----- | ------ | ------ |
| 1945–46                    | «Сток Сіті»                | –                          | –         | –         | 8     | 0     | 8      | 0      |
| 1946–47                    | «Сток Сіті»                | Д-1                        | 37        | 0         | 5     | 0     | 42     | 0      |
| 1947–48                    | «Сток Сіті»                | Д-1                        | 35        | 0         | 2     | 0     | 37     | 0      |
| 1948–49                    | «Сток Сіті»                | Д-1                        | 36        | 0         | 4     | 0     | 40     | 0      |
| 1949–50                    | «Сток Сіті»                | Д-1                        | 34        | 0         | 1     | 0     | 35     | 0      |
| Всього за «Сток Сіті»      | Всього за «Сток Сіті»      | Всього за «Сток Сіті»      | 142       | 0         | 20    | 0     | 162    | 0      |
| 1950                       | «Санта-Фе» (Богота)        | Д-1                        | 6         | 1         | 0     | 0     | 6      | 1      |
| 1950–51                    | «Галл Сіті»                | Д-2                        | 14        | 0         | 0     | 0     | 14     | 0      |
| 1951–52                    | «Галл Сіті»                | Д-2                        | 13        | 0         | 0     | 0     | 13     | 0      |
| 1952–53                    | «Галл Сіті»                | Д-2                        | 8         | 0         | 0     | 0     | 8      | 0      |
| 1953–54                    | «Галл Сіті»                | Д-2                        | 15        | 0         | 1     | 0     | 16     | 0      |
| 1954–55                    | «Галл Сіті»                | Д-2                        | 38        | 0         | 0     | 0     | 38     | 0      |
| 1955–56                    | «Галл Сіті»                | Д-2                        | 7         | 0         | 0     | 0     | 7      | 0      |
| Всього за «Галл Сіті»      | Всього за «Галл Сіті»      | Всього за «Галл Сіті»      | 95        | 0         | 1     | 0     | 96     | 0      |
| 1955–56                    | «Кру Александра»           | Д-3                        | 13        | 3         | 1     | 0     | 14     | 3      |
| 1956–57                    | «Кру Александра»           | Д-3                        | 41        | 1         | 2     | 0     | 43     | 1      |
| 1957–58                    | «Кру Александра»           | Д-3                        | 12        | 0         | 0     | 0     | 12     | 0      |
| Всього за «Кру Александра» | Всього за «Кру Александра» | Всього за «Кру Александра» | 66        | 4         | 2     | 0     | 68     | 4      |
| 1957–58                    | «Стокпорт Каунті»          | Д-3                        | 20        | 0         | 4     | 0     | 24     | 0      |
| Всього за кар'єру          | Всього за кар'єру          | Всього за кар'єру          | 329       | 5         | 27    | 0     | 356    | 5      |